# Chiara (cântăreață malteză)
Chiara Siracusa, cunoscută mai mult după mononimul Chiara, este o cântăreață malteză. Ea a reprezentat Malta la Eurovision 1998 (locul 3), la Eurovision 2005 (locul 2) și la  Eurovision 2009 (locul 22).